# دينڤر
دينڤر مسلسل رسوم متحركة أمريكي فرنسي عرض لأول مره في 12 سبتمبر 1988 واستمر عرضه حتى 22 نوفمبر 1988 . تمت دبلجة المسلسل للغة العربية .

## روابط خارجية
- Official website from World Events Productions
- دينڤر على موقع IMDb (الإنجليزية)
- دينڤر على موقع كينوبويسك (الروسية)
- دينڤر على موقع ألو سيني (الفرنسية)
- دينڤر على موقع قاعدة بيانات الفيلم (الإنجليزية)
- Denver, the Last Dinosaur at يوتيوب